# Adagnesia henriquei
Adagnesia henriquei är en sjöpungsart som beskrevs av Monniot 1983. Adagnesia henriquei ingår i släktet Adagnesia och familjen Agneziidae. Inga underarter finns listade i Catalogue of Life.